# میتلشتتن
میتلشتتن (به آلمانی: Mittelstetten) یک شهر در آلمان است که در بایرن واقع شده‌است.

## خصوصیات
میتلشتتن ۱۸٫۶۲ کیلومترمربع مساحت دارد ۵۱۴ متر بالاتر از سطح دریا واقع شده‌است.